# Albert Camus. Souvenirs
Albert Camus. Souvenirs  est un livre de souvenirs de l'écrivain Jean Grenier sur la longue amitié qui le lia au prix Nobel de littérature Albert Camus. 